# Veress Miklós (költő)
Veress Miklós (Barcs, 1942. január 13. – 2019. július 9.) József Attila-díjas magyar költő, műfordító, kritikus.

## Életpályája
Szülei: Veress Gyula és Tamás Katalin. 1960–1965 között végzett a Szegedi Tudományegyetem magyar-orosz szakán. 1965–1966 között elvégezte a MÚOSZ Újságíró Iskolát. Tanított, majd a Szegedi Egyetem (1965–1969), 1969–1974 között a Délmagyarország, 1974–1975 között az Élet és Irodalom munkatársa volt. 1975–1981 között a Mozgó Világ folyóirat felelős, majd főszerkesztője volt. 1976 óta az Írószövetség választmányi tagja. 1980 óta a Magyar PEN Club intézőbizottságának tagja. 1981–1986 között ismét az Élet és Irodalom főmunkatársa volt. 1986-tól 1988-ig az Írószövetség főtitkára volt. 1988 óta szabadfoglalkozású író.

## Munkássága
Felkészültsége, a magyar költői hagyományhoz való visszanyúlása, a költő-szerep etikai meghatározása különböztette meg líráját nemzedéktársaiétól. A rapszódiák, hosszú-versek zaklatottsága később ironikus, kiábrándult hangra változott. Költészetében hangsúlyos a szerelem mint alapérték, mint a belső szabadság területe. Az orosz, ukrán, grúz, észt, bolgár, szerb, török, holland irodalom számos művét fordította.

## Művei

### Versek
- Erdő a vadaknak (1972)
- Bádogkirály (1975)
- Kassák Lajos válogatott versei (válogatta, szerkesztette, 1977)
- Porhamu (1978)
- Ady Endre válogatott versei (1981)
- Vakügetés (1983)
- Fényárnyék (1985)
- Somogyi utazás (1999)
- Éjféli verőfény. Versek, 1985-2000; Kortárs, Bp., 2001
- Éjszaka gyűrött atlaszon. Válogatott versek; Kortárs, Bp., 2002
- Nemere István–Veress Miklós–Vincze Attila Tamás: Utószó helyett; Teleki Sámuel Egyesület, Bp., 2005
- Csodák és micsodákok; Littera Nova, Bp., 2010 (Sophie könyvek)
- Szepes Mária–Nemere István–Veress Miklós: Életfa; szerk. Vincze Attila; Világóceán, Százhalombatta, 2015

### Gyerekeknek
- Pif kalandjai (képes mese, 1976)
- Pif újabb kalandjai (képes mese, 1976)
- Hóreggel (gyermekversek, 1977)
- Csalogató (verses képeskönyv, 1982)
- Égimódi csavargó (verses mese, 1984)
- Gombolós Gimbele (1999)
- Balambér (2002)

## Műfordításai
- Sören Kierkegaard írásaiból (1969)
- Alekszandr Blok versei (1977)
- Ataol Behramoğlu: Szél, almafa, barát (1988)
- García Lorca: Vérnász
- Marina Cvetajeva versei, többekkel, Lyra Mundi, Európa, 2007